# BK Søllerød-Vedbæk
A BK Søllerød-Vedbæk, teljes nevén Boldklubben Søllerød-Vedbæk egy dán labdarúgócsapat. A klubot 2002-ben alapították két klub, a Søllerød BK és a Vedbæk BK egyesítésével. Székhelye Vedbæk városa, jelenleg a harmadosztályban szerepel.

## Külső hivatkozások
- (dánul) Hivatalos weboldal